# Pepsi Championship

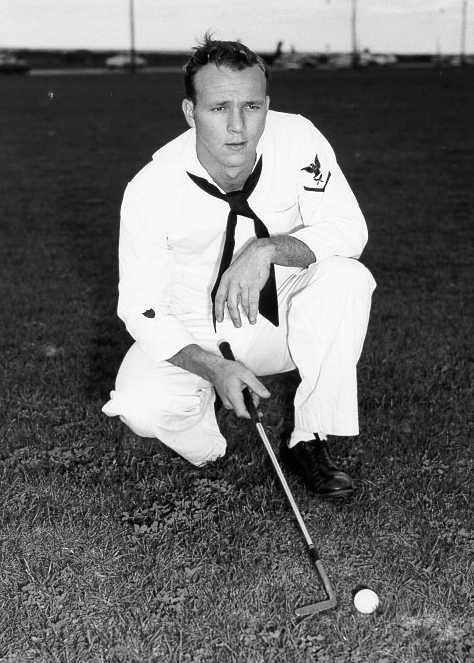
Arnold Palmer

O Pepsi Championship, também conhecido como Pepsi-Boys Club Open, foi uma competição de golfe do PGA Tour, realizada uma vez, em 1958, no Pine Hollow Country Club de East Norwich, Nova Iorque. Arnold Palmer foi o vencedor da competição, com 278 tacadas, 6 abaixo do par.

## Campeão
- 1958: Arnold Palmer